# Хоккейный клуб «Локомотив» в сезоне 2012/2013
Хоккейный клуб «Локомотив» в сезоне 2012/2013 выступит в 5-м сезоне Континентальной хоккейной лиги.

## Итоги предыдущего сезона
После трагедии случившейся с командой  7 сентября 2011 года, хоккейный клуб  Локомотив возвращается в Континентальную хоккейную лигу.

## Драфт КХЛ
В ходе проведенной специальной жеребьевки была определена очередность выбора Локомотива: в первом раунде - второй выбор, в каждом последующем - первый. В ходе драфта представители Локомотива делали свой выбор 12 раз (6 раз, клубы защищали своих воспитанников). В результате были выбраны 4 собственных воспитанника и 2 игрока из других клубов 
| Раунд | Общий номер | Игрок               | Год рождения | Амплуа | Исходный клуб       |
| ----- | ----------- | ------------------- | ------------ | ------ | ------------------- |
| 1     | 2           | Александр Барков    | 1995         | Ц      | Таппара             |
| 2     | 33          | Иван Барбашев       | 1995         | Ц      | Динамо Мск (защита) |
| 2     | 34          | Андрей Алексеев     | 1995         | Н      | Динамо Мск (защита) |
| 2     | 35          | Григорий Дикушин    | 1995         | Н      | ЦСКА (защита)       |
| 2     | 36          | Никита Серебряков   | 1995         | В      | Динамо Мск (защита) |
| 2     | 37          | Владислав Гавриков  | 1995         | З      | Локомотив           |
| 3     | 71          | Рушан Рафиков       | 1995         | З      | Локомотив           |
| 4     | 107         | Александр Мокшанцев | 1995         | ПН     | Локомотив           |
| 4     | 113         | Никита Черепанов    | 1995         | З      | Локомотив           |
| 5     | 134         | Дмитрий Бойчук      | 1995         | Н      | Динамо Мск (защита) |
| 5     | 135         | Роман Николаев      | 1995         | Н      | Динамо Мск (защита) |
| 5     | 136         | Андрей Геращенко    | 1995         | З      | Динамо Мск          |

Несмотря на неограниченное число Прав преимущественного выбора собственных воспитанников клуб Нефтехимик сделал попытку выбора игрока Локомотива.
| Раунд | Общий номер | Игрок        | Год рождения | Амплуа | Претендовавщий клуб | Итог   |
| ----- | ----------- | ------------ | ------------ | ------ | ------------------- | ------ |
| 5     | 143         | Илья Коренев | 1995         | Н      | Нефтехимик          | защита |

## Трансферы в межсезонье
Основной упор в трансфертной политике клуба был сделан на приобретение опытных игроков, поигравших на самом высоком уровне. В наступающем сезоне тренерскому штабу предстоит сформировать из этих игроков костяк команды.
Ушли
| Позиция | Имя                 | Новый клуб |
| Вр      | / Сергей Гайдученко | Сибирь     |

Пришли
| Позиция | Имя                | Прежний клуб      |
| ГлТр    | Томас Джон Роу     | -                 |
| Тр      | Дмитрий Юшкевич    | ХК Сибирь         |
| Вр      | Виталий Колесник   | ХК Салават Юлаев  |
| Вр      | Кертис Сэнфорд     | ХК Коламбус (НХЛ) |
| Зщ      | Дмитрий Коробов    | ХК Динамо (Минск) |
| Зщ      | Виталий Вишневский | ХК СКА            |
| Зщ      | Михаил Пашнин      | ХК ЦСКА           |
| Зщ      | Евгений Королев    | ХК Нефтехимик     |
| Зщ      | Сами Леписто       | Чикаго (НХЛ, США) |
| Нп      | Виктор Козлов      | ХК Салават Юлаев  |
| Нп      | Микелис Редлихс    | ХК Динамо (Рига)  |
| Нп      | Егор Аверин        | ХК Авангард       |
| Нп      | Роман Людучин      | ХК Спартак        |
| Нп      | Сергей Плотников   | ХК Амур           |
| Нп      | Дмитрий Клопов     | ХК Торпедо        |
| Нп      | Алексей Калюжный   | ХК Авангард       |
| Нп      | Стаффан Кронвалл   | ХК Северсталь     |
| Нп      | Максим Трунёв      | ХК Северсталь     |
| Нп      | Александр Черников | ХК Сибирь         |
| Нп      | Юрий Петров        | ХК Сибирь         |